# Áfra
Áfra (Afra) är en ort i Grekland. Den ligger i prefekturen Nomós Kerkýras och regionen Joniska öarna, i den västra delen av landet, 400 km nordväst om huvudstaden Aten. Áfra ligger 83 meter över havet och antalet invånare är 839. Den ligger på ön Korfu.
Terrängen runt Áfra är platt åt nordost, men åt sydväst är den kuperad. Havet är nära Áfra åt nordost. Närmaste större samhälle är Korfu, 5,2 km öster om Áfra.